# Osterath
Osterath is een plaats in de Duitse gemeente Meerbusch, deelstaat Noordrijn-Westfalen, en telt 12.645 inwoners (2010).
Tot 31 december 1969 was Osterath een zelfstandige gemeente. Op 1 januari 1970 werd deze gemeente samen met de gemeenten Büderich, Lank-Latum, Strümp, Ilverich, Ossum-Bösinghoven, Langst-Kierst en Nierst door gemeentelijke herindeling opgeheven en samengevoegd tot de nieuwe gemeente Stadt Meerbusch.
De gemeente Stadt Meerbusch hoort bij het district Rhein-Kreis Neuss.

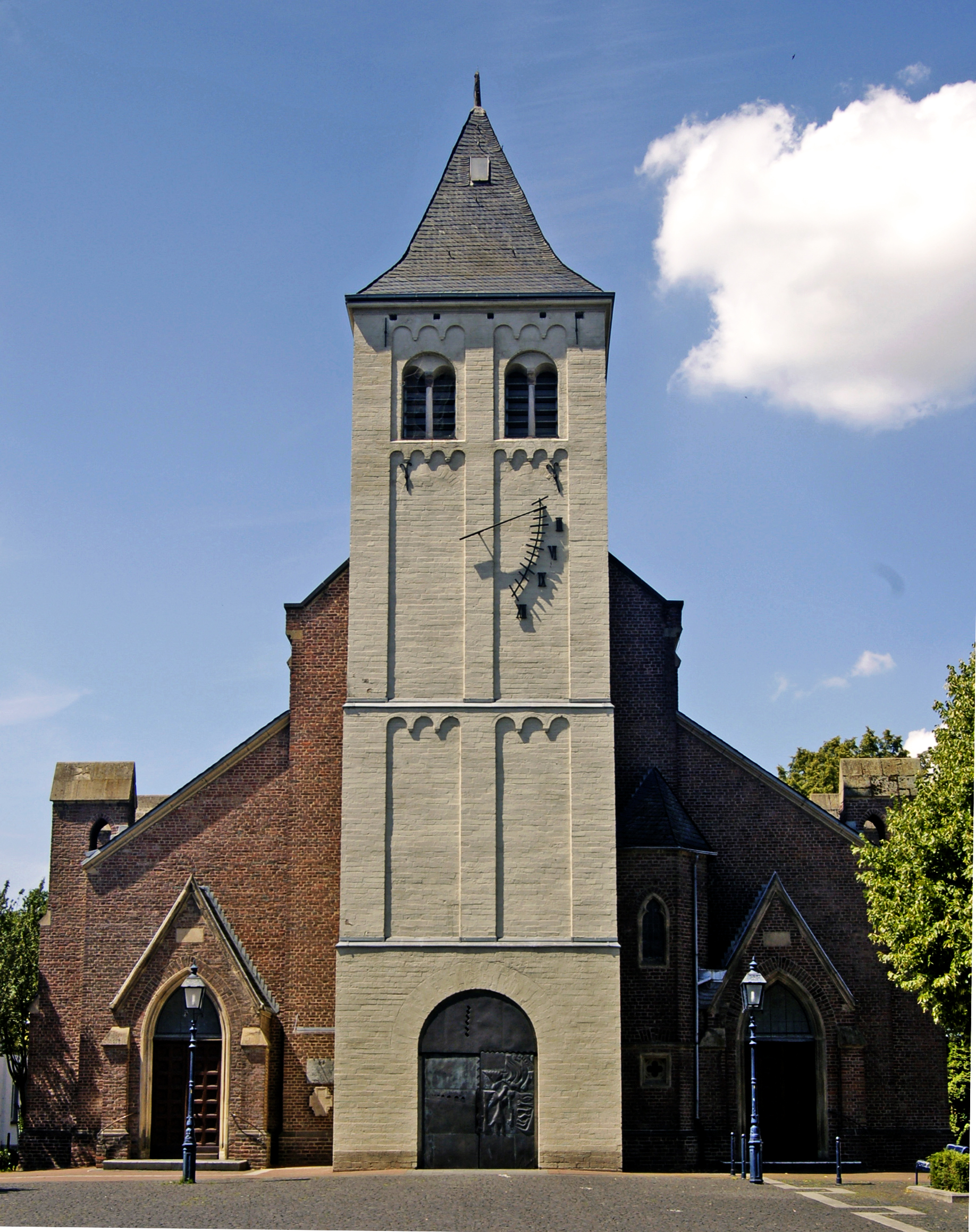